# Leon Alex
Leon Alex, családi nevén Löwinger Sándor (Petrozsény, 1907. május 30. – Osztrog, Szovjetunió, 1944. március 8. után) – festőművész, grafikus.

## Életútja
Nagyváradon elvégezte a Polgári Fiúiskola négy osztályát (1922). Férfiszabó, litográfus, fényképész foglalkozásai közepette önerejéből fejlesztette művészetét és tanult festeni a nagybányai művésztelepen is 1928 körül.
Egy antifasiszta manifesztum címlapjával keltett nemzetközi feltűnést (1932); Ruzicskay György politikai rajzsorozatai voltak rá hatással. 1935-ben Kolozsvárt mutatta be munkáit, ahol a Korunk értékelte művészetét. Temesvárt két litografált albuma jelent meg. Mozgósító rajzait a Realitatea Ilustrată, Cuvîntul liber, Szabad Szó, Brassói Lapok közölte, az újság Ajándékregénytárának köteteit illusztrálta. Borítólapot készített Maros Tamás Marosportustól Moszkváig c. könyvéhez. Párizsi tanulmányai során ismerkedett meg Tihanyi Lajos és Marc Chagall művészetével, s személyi benyomásairól a Brassói Lapok olvasóinak számolt be (1937). Riasztó művei a nyomor ellen lázítanak (például Sorstalanság című festménye). Életrajzírója, Borghida István "ösztönös álomkép-festő"-nek nevezte. Megfestette barátja, Horváth Imre költő arcképét.
Nagyváradról vitték munkaszolgálatra, egészségi állapota nagyon megromlott, sikerült a Szovjetunióba menekülnie, s ott kórházba került, feltehetően egy osztrogi kórházban halt meg.